# نووسلیتبا
نووسلیتبا (به لاتین: Novoselitba) یک منطقهٔ مسکونی در روسیه است که در استان آمور واقع شده‌است.